# Ludvík IV. Durynský
Ludvík IV. Durynský (německy Ludwig IV. von Thüringen, 28. října 1200 Creuzburg – 11. září 1227 Otranto) byl durynský lantkrabě, saský falckrabě, říšský maršálek a účastník křížové výpravy.

## Život

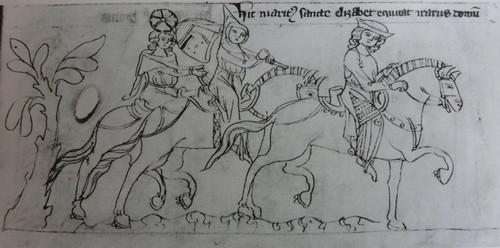
Ludvík IV. Durynský se vrací z turnaje domů (Alžbětinská legenda)

Byl nejstarším ze tří přeživších synů lantkraběte Heřmana Durynského a Žofie, dcery Oty Bavorského. Již v dětství byl zasnouben s Alžbětou, dcerou uherského krále Ondřeje a roku 1211 dorazila čtyřletá snoubenka na durynský dvůr. Roku 1217 lantkrabě Heřman zemřel a Ludvík převzal tituly i majetek a roku 1221 se oženil s Alžbětou. Roku 1226 přijal kříž a přislíbil účast na křížové výpravě císaře Fridricha II. Zemřel v jižní Itálii v důsledku horečnatého onemocnění v září 1227, krátce po nalodění na cestu do Svaté země. Jeho ostatky byly převezeny do vlasti a pohřbeny v klášteře Reinhardsbrunn. Poručníkem nezletilého syna se stal Ludvíkův mladší bratr Jindřich Raspe IV. Vdova Alžběta opustila své děti a s velkým zanícením věnovala péči o chudé a nemocné, což se jí stalo osudným. Zemřela roku 1231 a již čtyři roky poté byla kanonizována.